# Chráněná krajinná oblast Žitavské hory
Chráněná krajinná oblast Žitavské hory (německy Landschaftsschutzgebiet Zittauer Gebirge) leží na jihovýchodě Saska v zemském okrese Zhořelec při hranicích s Českou republikou. Zaujímá německou část Lužických hor (německy Zittauer Gebirge) a ze severu navazující část Hornolužické pahorkatiny a Großschönausko-varnsdorfské kotliny. CHKO se rozkládá na ploše přibližně 5940 ha. Na jejím území se nachází dvě přírodní rezervace Jonsdorfské skalní město (Jonsdorfer Felsenstadt, 64 ha) a Luž (Lausche, 10 ha). Hora Luž (793 m) je zároveň nejvyšším bodem celé oblasti. Žitavské hory se ze severu jeví jako uzavřené zalesněné pohoří, které vystupuje 300 až 400 metrů nad Žitavskou pánev, v předhůří naopak převládá otevřená krajina. Vedle sebe se zde nachází skupiny kopců nebo jednotlivé vrchy, tabule a kotliny. Krajinu dotváří rozmanité drobné prvky, jako remízky, louky, potoky nebo ovocné sady. Část území CHKO Žitavské hory zasahuje do Přírodního parku Žitavské hory.